# Rosa acicularis
Rosa acicularis es una especie de planta del género Rosa, de la familia Rosaceae.

## Taxonomía
Rosa acicularis fue descrita por Lindl. en 1820.

## Distribución
Se encuentra en el territorio del norte de Europa hasta el centro y norte de Japón, y desde América subártica hasta el norte y oeste del centro de Estados Unidos.